# Tifi Odassi
Tifi Odassi, también escrito Tifi Odasi (Padua, hacia 1450 - h. 1488), fue un poeta italiano.
Compuso un poema cómico de alrededor de setecientos versos en latín macarrónico, estilo y lenguaje del que se considera inventor. En él ridiculiza a ciertos paduanos contemporáneos suyos y su creencia en la magia; tuvo tal éxito, que fue imitado por muchos otros poetas con menor fortuna, excepto Teófilo Folengo, que popularizó aún más esa mezcla entre latín vulgar y lengua romance. En su lecho de muerte ordenó que su poema fuera quemado para evitar que se hiciera público y provocase escándalo, pero fue impreso en 1490 con el título de Maccharonea, también conocido como Carmen Macaronicum. También escribió un elogio fúnebre: In funere Guidi Ubaldi Seretrii Urbini Ducis oratio.